# Olympische Winterspiele 1994/Teilnehmer (Belarus)
| Gelbes Symbol für Goldmedaillen mit stilisierten Olympischen Ringen | Graues Symbol für Silbermedaillen mit stilisierten Olympischen Ringen | Braundes Symbol für Bronzemedaillen mit stilisierten Olympischen Ringen |
| ------------------------------------------------------------------- | --------------------------------------------------------------------- | ----------------------------------------------------------------------- |
| —                                                                   | 2                                                                     | —                                                                       |

Belarus nahm an den Olympischen Winterspielen 1994 im norwegischen Lillehammer mit einer Delegation von 33 Athleten in sieben Disziplinen teil, davon 21 Männer und 12 Frauen. Mit zwei Silbermedaillen platzierte sich die Mannschaft auf Rang 15 im Medaillenspiegel. Es war die erste Teilnahme von Belarus als unabhängige Nation bei Winterspielen.
Fahnenträger bei der Eröffnungsfeier war der Eisschnellläufer Ihar Schaljasouski.

## Medaillen

### Medaillenspiegel
| Rang   | Sportart       | Gold | Silber | Bronze | Gesamt |
| ------ | -------------- | ---- | ------ | ------ | ------ |
| 1      | Biathlon       | –    | 1      | –      | 1      |
| 1      | Eisschnelllauf | −    | 1      | –      | 1      |
| Gesamt | Gesamt         | 0    | 2      | 0      | 2      |

### Medaillengewinner
| Name/n               | Sportart       | Wettkampf     |
| -------------------- | -------------- | ------------- |
| Silber               |                |               |
| Swjatlana Paramyhina | Biathlon       | 7,5 km Sprint |
| Ihar Schaljasouski   | Eisschnelllauf | 1000 m        |

## Teilnehmer nach Sportarten

### Biathlon
| Athleten                                                                     | Wettbewerbe        | Zeit        | Fehler      | Rang   |
| ---------------------------------------------------------------------------- | ------------------ | ----------- | ----------- | ------ |
| Frauen                                                                       |                    |             |             |        |
| Iryna Kakujewa                                                               | 7,5 km Sprint      | 26:38,4 min | 2 (0+2)     | 6      |
| Iryna Kakujewa                                                               | 15 km Einzel       | 56:12,0 min | 6 (1+3+1+1) | 28     |
| Ljudmila Lyssenko                                                            | 7,5 km Sprint      | 29:23,9 min | 3 (2+1)     | 50     |
| Swjatlana Paramyhina                                                         | 7,5 km Sprint      | 26:09,9 min | 2 (2+0)     | Silber |
| Swjatlana Paramyhina                                                         | 15 km Einzel       | 53:21,3 min | 4 (3+1+0+0) | 4      |
| Natallja Permjakawa                                                          | 7,5 km Sprint      | 28:26,9 min | 4 (2+2)     | 38     |
| Natallja Permjakawa                                                          | 15 km Einzel       | 53:59,2 min | 2 (1+1+0+0) | 7      |
| Natallja Ryschankowa                                                         | 15 km Einzel       | 59:26,9 min | 9 (2+3+1+3) | 49     |
| Iryna Kakujewa Swjatlana Paramyhina Natallja Permjakawa Natallja Ryschankowa | 4 × 7,5 km Staffel | 1:54:55,1 h | 8           | 6      |
| Männer                                                                       |                    |             |             |        |
| Igor Chochrjakow                                                             | 10 km Sprint       | 31:50,7 min | 4 (1+3)     | 45     |
| Wiktor Maigurow                                                              | 10 km Sprint       | 31:09,2 min | 3 (2+1)     | 37     |
| Wiktor Maigurow                                                              | 20 km Einzel       | 1:00:42,7 h | 4 (1+1+1+1) | 23     |
| Jauhen Redskin                                                               | 20 km Einzel       | 1:03:34,9 h | 6 (2+1+2+1) | 53     |
| Aljaksandr Papou                                                             | 10 km Sprint       | 29:35,8 min | 0 (0+0)     | 10     |
| Aljaksandr Papou                                                             | 20 km Einzel       | 57:53,1 min | 0 (0+0+0+0) | 4      |
| Aleh Ryschankou                                                              | 10 km Sprint       | 30:11,0 min | 3 (2+1)     | 17     |
| Wadsim Saschuryn                                                             | 20 km Einzel       | 1:01:09,8 h | 2 (2+0+0+0) | 28     |
| Igor Chochrjakow Wiktor Maigurow Aljaksandr Papou Aleh Ryschankou            | 4 × 7,5 km Staffel | 1:32:57,2 h | 0           | 4      |

### Eiskunstlauf
| Athleten                        | Wettbewerbe | Pflichttanz 1 | Pflichttanz 1 | Pflichttanz 2 | Pflichttanz 2 | Originaltanz | Originaltanz | Kurzprogramm | Kurzprogramm | Kür/Kürtanz | Kür/Kürtanz | Gesamt    | Gesamt |
| Athleten                        | Wettbewerbe | Bewertung     | Rang          | Bewertung     | Rang          | Bewertung    | Rang         | Bewertung    | Rang         | Bewertung   | Rang        | Bewertung | Rang   |
| ------------------------------- | ----------- | ------------- | ------------- | ------------- | ------------- | ------------ | ------------ | ------------ | ------------ | ----------- | ----------- | --------- | ------ |
| Männer                          |             |               |               |               |               |              |              |              |              |             |             |           |        |
| Aljaksandr Muraschko            | Einzel      | —             | —             | —             | —             | —            | —            | 12,0         | 24           | 23,0        | 23          | 35,0      | 23     |
| Mixed                           |             |               |               |               |               |              |              |              |              |             |             |           |        |
| Tatjana Nawka Samwel Gesaljan   | Eistanz     | 2,2           | 11            | 2,2           | 11            | 6,6          | 11           | —            | —            | 11,0        | 11          | 22,0      | 11     |
| Alena Ryhorauna Sjarhej Schejko | Paare       | —             | —             | —             | —             | —            | —            | 9,0          | 18           | 17,0        | 17          | 26,0      | 17     |

### Eisschnelllauf
| Athleten           | Wettbewerbe | Zeit        | Rang   |
| ------------------ | ----------- | ----------- | ------ |
| Männer             |             |             |        |
| Wital Nowitschenka | 1500 m      | 1:57,50 min | 30     |
| Wital Nowitschenka | 5000 m      | 7:17,55 min | 32     |
| Ihar Schaljasouski | 500 m       | 36,73 s     | 10     |
| Ihar Schaljasouski | 1000 m      | 1:12,72 min | Silber |

### Freestyle-Skiing
| Athleten           | Wettbewerbe | Qualifikation | Qualifikation | Finale        | Finale        | Rang |
| Athleten           | Wettbewerbe | Punkte        | Rang          | Punkte        | Rang          | Rang |
| ------------------ | ----------- | ------------- | ------------- | ------------- | ------------- | ---- |
| Frauen             |             |               |               |               |               |      |
| Julija Rakowitsch  | Aerials     | 152,10        | 5             | 135,53        | 10            | 10   |
| Männer             |             |               |               |               |               |      |
| Aljaksej Parfenkou | Aerials     | 228,49        | 1             | 178,48        | 12            | 12   |
| Aljaksandr Penihin | Buckelpiste | 19,41         | 28            | ausgeschieden | ausgeschieden | 28   |
| Wassil Warabjou    | Aerials     | 188,92        | 13            | ausgeschieden | ausgeschieden | 13   |

### Nordische Kombination
| Athleten           | Wettbewerb                        | Skispringen | Skispringen | Langlauf    | Langlauf | Zeit        | Rang |
| Athleten           | Wettbewerb                        | Punkte      | Rang        | Zeit        | Rang     | Zeit        | Rang |
| ------------------ | --------------------------------- | ----------- | ----------- | ----------- | -------- | ----------- | ---- |
| Männer             |                                   |             |             |             |          |             |      |
| Sjarhej Sacharenka | Gundersen-Wettkampf Normalschanze | 146,5       | 50          | 42:34,3 min | 41       | 53:44,3 min | 50   |

### Skilanglauf
| Athleten                                                                | Wettbewerbe       | Zeit        | Rang |
| ----------------------------------------------------------------------- | ----------------- | ----------- | ---- |
| Frauen                                                                  |                   |             |      |
| Ljudmila Didelewa                                                       | 5 km klassisch    | 15:57,7 min | 36   |
| Ljudmila Didelewa                                                       | 10 km Verfolgung  | 33:47,9 min | 45   |
| Alena Piirajnen                                                         | 5 km klassisch    | 16:25,0 min | 44   |
| Alena Piirajnen                                                         | 10 km Verfolgung  | 34:06,4 min | 49   |
| Alena Piirajnen                                                         | 15 km Freistil    | 48:45,3 min | 51   |
| Svetlana Kamotskaya                                                     | 5 km klassisch    | 16:25,8 min | 45   |
| Svetlana Kamotskaya                                                     | 15 km Freistil    | 47:56,5 min | 50   |
| Svetlana Kamotskaya                                                     | 30 km klassisch   | 1:36:51,0 h | 44   |
| Alena Sinkewitsch                                                       | 5 km klassisch    | 15:50,2 min | 34   |
| Alena Sinkewitsch                                                       | 10 km Verfolgung  | DNF         | DNF  |
| Alena Sinkewitsch                                                       | 15 km Freistil    | 45:45,4 min | 33   |
| Alena Sinkewitsch                                                       | 30 km klassisch   | 1:31:47,8 h | 22   |
| Alena Piirajnen Svetlana Kamotskaya Ljudmila Didelewa Alena Sinkewitsch | 4 × 5 km-Staffel  | 1:04:25,8 h | 14   |
| Männer                                                                  |                   |             |      |
| Sjarhej Dalidowitsch                                                    | 10 km klassisch   | 28:02,8 min | 70   |
| Sjarhej Dalidowitsch                                                    | 15 km Verfolgung  | 43:10,5 min | 51   |
| Sjarhej Dalidowitsch                                                    | 30 km Freistil    | 1:20:36,5 h | 37   |
| Wassil Horbatschjou                                                     | 30 km Freistil    | 1:24:17,9 h | 57   |
| Wassil Horbatschjou                                                     | 50 km klassisch   | 2:21:13,3 h | 43   |
| Wiktar Kamozki                                                          | 10 km klassisch   | 26:22,6 min | 28   |
| Wiktar Kamozki                                                          | 30 km Freistil    | 1:19:47,7 h | 31   |
| Wiktar Kamozki                                                          | 50 km klassisch   | 2:15:02,9 h | 21   |
| Ihar Obuchou                                                            | 10 km klassisch   | 27:29,2 min | 62   |
| Ihar Obuchou                                                            | 15 km Verfolgung  | 42:33,5 min | 46   |
| Ihar Obuchou                                                            | 50 km klassisch   | 2:17:08,4 h | 25   |
| Wjatscheslaw Plaksunow                                                  | 10 km klassisch   | 27:12,1 min | 53   |
| Wjatscheslaw Plaksunow                                                  | 15 km Verfolgung  | 40:15,2 min | 21   |
| Wjatscheslaw Plaksunow                                                  | 30 km Freistil    | 1:18:57,7 h | 27   |
| Ihar Obuchou Wiktar Kamozki Sjarhej Dalidowitsch Wjatscheslaw Plaksunow | 4 × 10 km-Staffel | 1:49:23,7 h | 12   |

### Skispringen
| Athleten            | Wettbewerb    | 1. Durchgang | 1. Durchgang | 1. Durchgang | 2. Durchgang | 2. Durchgang | 2. Durchgang | Gesamt | Gesamt |
| Athleten            | Wettbewerb    | Weite        | Punkte       | Rang         | Weite        | Punkte       | Rang         | Punkte | Rang   |
| ------------------- | ------------- | ------------ | ------------ | ------------ | ------------ | ------------ | ------------ | ------ | ------ |
| Männer              |               |              |              |              |              |              |              |        |        |
| Alexander Sinjawski | Normalschanze | 81,0 m       | 93,5         | 44           | 76,5 m       | 85,5         | 39           | 179,0  | 38     |
| Alexander Sinjawski | Großschanze   | 74,0 m       | 22,7         | 57           | 85,5 m       | 46,9         | 46           | 69,6   | 54     |